# Адресный уголок
Адресный уголок (англ. corner card) — напечатанный текст с указанием обратного адреса, иногда сопровождаемый графическим изображением, в верхнем левом углу маркированного конверта или конверта, предназначенного для наклеивания на него обычных почтовых марок. Адресные уголки используются для указания обратного адреса отправителя в целях облегчения возврата нерозданного почтового отправления.
Существует четыре основных вида адресных уголков:
- Адресные уголки с частичной просьбой (partial request corner cards) представляют собой просто шаблон, позволяющий отправителю указать количество дней, в течение которых конверт нерозданного почтового отправления должен храниться на почте до его возврата отправителю, плюс полное имя и адрес отправителя, например «Через __ дней вернуть …»[3];
- На адресных уголках с просьбой общего характера (general request corner cards) указывается название государства или владения, например «Филиппинские острова»[3];
- На адресных уголках с просьбой почтового отделения (post Office request corner cards) напечатано конкретное название почтового отделения, например «Кристобаль, зона канала»[3];
- Адресные уголки с просьбой специального характера (special request corner cards) содержат полное имя и адрес отправителя. Они использовались коммерческими компаниями с большим объемом корреспонденции. Обычно их заказывают в количестве, кратном 500.[2]